# 별난 장군
"별난 장군"은 한국에서 제작된 변장호 감독의 1972년 영화이다. 장동휘 등이 주연으로 출연하였고 성동호 등이 제작에 참여하였다.

## 출연

### 주연
- 장동휘
- 도금봉
- 태현실